# Senato (Belgio)
Il Senato (in olandese: Senaat, in francese: Sénat, in tedesco: Senat), nell'ordinamento costituzionale del Belgio, è la camera alta del Parlamento federale; è affiancato dalla Camera dei rappresentanti, che costituisce la camera bassa. Istituito nel 1831 come Camera con pari poteri della Camera dei rappresentanti, ha subìto diverse riforme tra le quali le più significative nel 1993 e nel 2014.
Le elezioni del 2014 sono state le prime in cui i senatori non sono stati eletti direttamente dai cittadini.

## Ordinamento

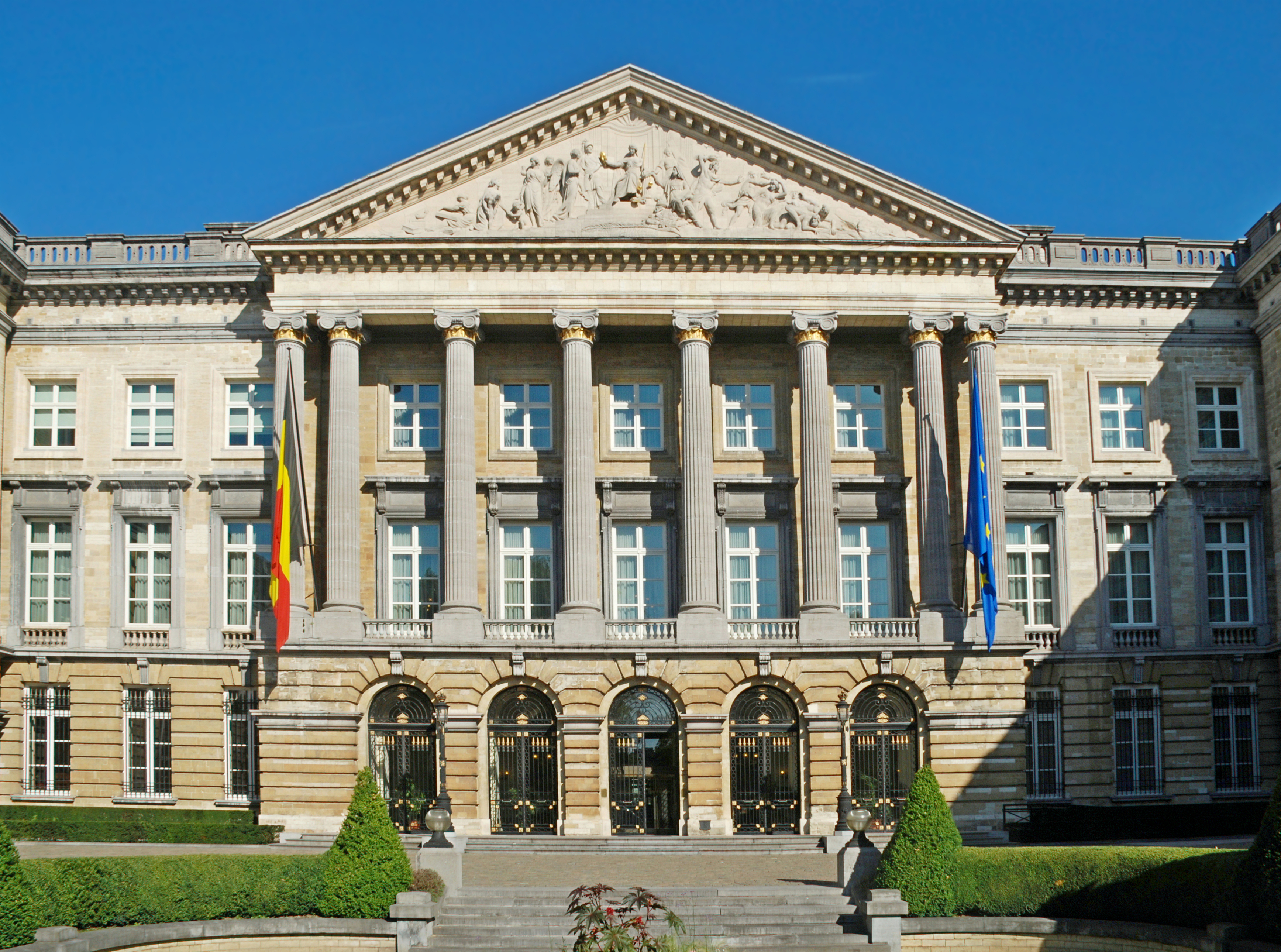
Palace de la Nation, Bruxelles, sede del Parlamento

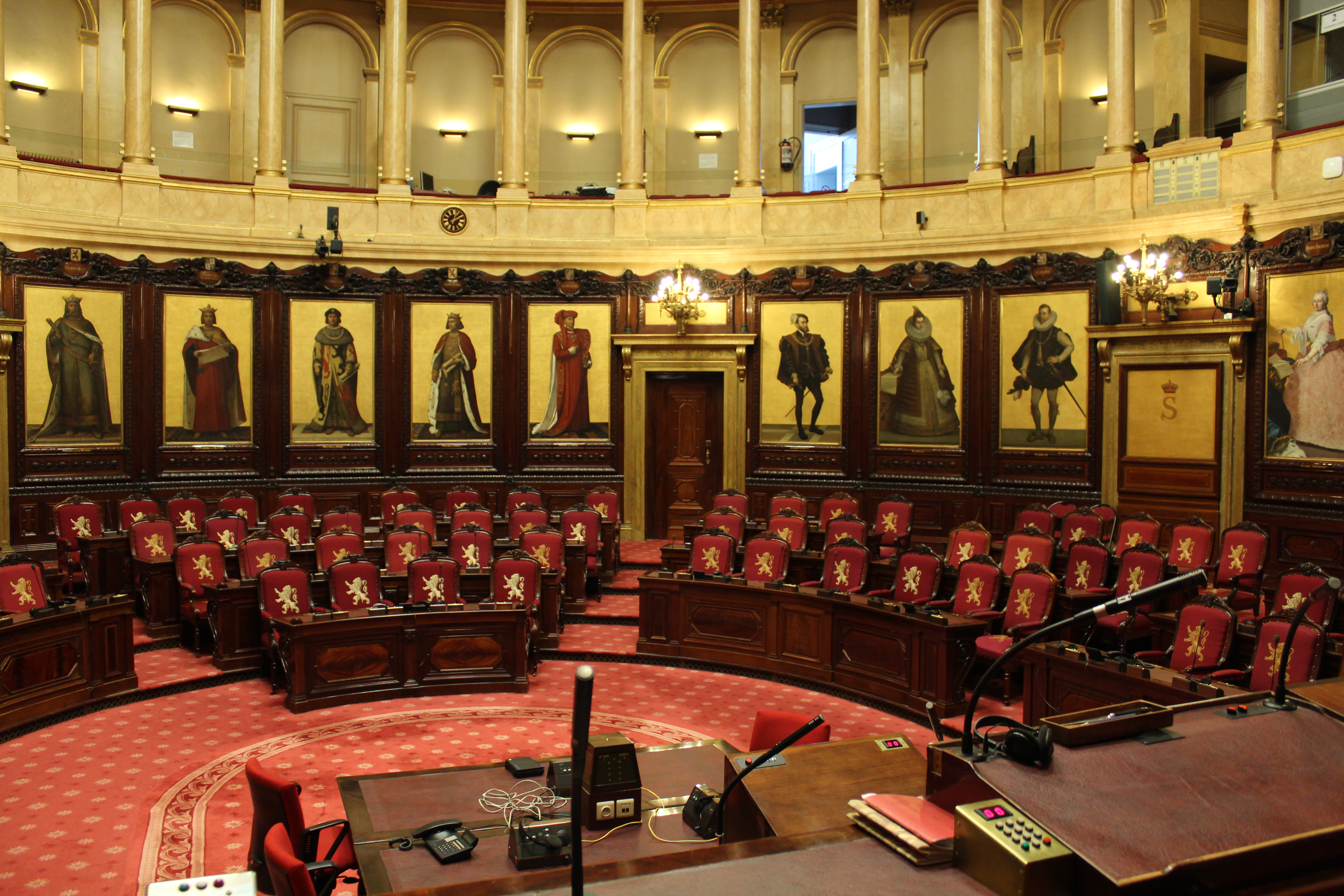
Interno del Senato

Con l'approvazione della riforma costituzionale del 2014, il Senato belga è composto da 60 membri eletti dai parlamenti regionali e delle comunità linguistiche e dai senatori cooptati da alcuni di questi membri. La riforma prevede che il Senato non possa essere composto da più di due terzi di senatori appartenenti allo stesso genere, ed ha abolito il diritto per i figli del Re (o dei suoi discendenti dinastici) di diventare senatori al compimento del diciottesimo anno di età.
Secondo la stessa riforma costituzionale, su un totale di 60 senatori, sono: 
- "29 senatori designati dal Parlamento fiammingo nel proprio seno o tra i componenti del gruppo di lingua olandese del Parlamento della Regione di Bruxelles-Capitale";
- "10 senatori designati nel proprio seno dal Parlamento della Comunità francofona";
- "8 senatori designati nel proprio seno dal Parlamento della Regione vallona";
- "2 senatori designati nel proprio seno dal gruppo linguistico francese del Parlamento della Regione di Bruxelles-Capitale";
- "1 senatore designato nel proprio seno dal Parlamento della Comunità germanofona";
- "6 senatori designati dai 29 senatori derivanti dal Parlamento fiammingo";
- "4 senatori designati dai 10 senatori derivanti dal Parlamento della Comunità francese insieme con i 2 senatori derivanti dal Parlamento della Regione di Bruxelles-Capitale".[4]

## Prima della riforma costituzionale del 2014
Prima della sesta riforma statale, il Senato, che prevedeva un totale di 71 senatori, aveva 40 membri eletti direttamente dai cittadini, 21 nominati dalle Comunità, e 10 erano cooptati dai loro pari. La distribuzione complessiva dei seggi tra i vari partiti era comunque determinata dai risultati delle elezioni dirette.
Prima delle elezioni federali del 21 maggio 1995 vi erano 184 senatori eletti.
La quarta Riforma dello Stato, avvenuta nel 1993, ha modificato la Costituzione ed ha sostituito i senatori provinciali, che erano nominati dai Consigli Provinciali, a favore di senatori di Comunità; Il cambiamento ha avuto effetto a partire dalle elezioni del 1995.

### Senatori eletti direttamente
Per l'elezione dei 40 membri eletti direttamente, l'elettorato veniva suddiviso in due collegi elettorali: uno olandese e uno francese. Diversamente dalle elezioni europee, non vi era il collegio elettorale tedesco: i membri della comunità germanofona del Belgio facevano parte del collegio elettorale francese. Nonostante ci fossero due collegi elettorali, esistevano tre circoscrizioni per le elezioni del Senato: la circoscrizione delle Fiandre, quella della Vallonia e la circoscrizione di Bruxelles-Halle-Vilvoorde, che comprendeva la Regione di Bruxelles-Capitale e la parte circostante appartenente alle Fiandre.
Gli elettori delle Fiandre appartenevano al collegio elettorale olandese e i votanti della circoscrizione Vallonia (che includeva anche le persone della comunità germanofona) a quello francese; gli elettori di Bruxelles-Halle-Vilvoorde potevano invece scegliere per quale collegio elettorale votare: sulle schede elettorali, essi trovavano le liste di entrambi i collegi. In ogni circoscrizione elettorale, i seggi erano suddivisi con il sistema proporzionale, usando il metodo D'Hondt.
Sul totale dei 40 senatori eletti direttamente, 25 erano eletti dal collegio elettorale olandese e 15 da quello francese. Questi numeri erano fissati dall'Articolo 67 della Costituzione (ora radicalmente cambiato) e riflettevano all'incirca le relazioni tra la parte olandese e quella francese della popolazione. I senatori eletti direttamente erano eletti nello stesso giorno dei deputati della Camera dei rappresentanti per un mandato di quattro anni, a meno che la Camera non venisse sciolta prima.
Oltre ai senatori eletti direttamente, ogni partito politico o lista elettorale che partecipava alle elezioni aveva anche un numero di cosiddetti "membri supplementari", o sostituti (in olandese opvolgers, in francese suppléants, in tedesco Ersatzkandidaten). I membri supplementari non erano membri effettivi del Senato, e non tenevano giuramento; nel caso in cui un senatore avesse deciso di non portare a termine il mandato o si fosse dimesso, oppure fosse stato nominato al governo, il primo membro supplementare della stessa lista elettorale sarebbe divenuto senatore dopo aver prestato giuramento. Nel caso in cui il primo senatore supplementare avesse deciso di non voler intraprendere il mandato o nel caso stesse già sostituendo un altro senatore, il secondo in lista sarebbe salito in carica e così via. L'ordine dei membri supplementari era determinato dal voto che ognuno aveva ottenuto alle elezioni. Se un membro supplementare si fosse candidato, ma non fosse stato eletto, i voti che avrebbe ricevuto come candidato non sarebbero stati presi in considerazione per determinare la posizione nella lista dei supplementari.
Queste sostituzioni potevano essere permanenti, ad esempio quando un senatore si fosse dimesso, ma potevano anche essere temporanee: quando un senatore veniva ad esempio nominato al governo, il membro supplementare lo suppliva sono nel periodo in cui il senatore effettivo deteneva la carica ministeriale. Le liste elettorali del collegio elettorale olandese contavano 14 membri supplementari, mentre quelle francesi ne avevano 9.

### Senatori della Comunità
21 senatori erano nominati dai Parlamenti delle Comunità del Belgio: 10 dal Parlamento delle Fiandre, 10 da quello della comunità francese e uno da quello della comunità tedesca; quest'ultimo era scelto con un sistema uninominale, mentre gli altri erano scelti con i risultati delle elezioni dirette, tra i partiti che avessero ottenuto almeno un senatore eletto.
I senatori delle comunità detenevano un doppio mandato: erano eletti al senato per un periodo di 4 anni, ma dato che i parlamenti delle comunità erano rinnovati ogni 5 anni, è possibile che nei 4 anni si tenessero elezioni regionali. In questo caso, i senatori di comunità che non erano rieletti nei loro parlamenti venivano sostituiti con membri appartenenti allo stesso partito, in modo da riempire tutti i seggi disponibili.
Per essere sicuri che il Senato potesse continuare ad esercitare le sue funzioni anche quando i parlamenti delle comunità erano sciolti, i senatori delle comunità rimanevano in carica finché il loro parlamento comunitario avesse confermato il loro mandato, oppure avesse nominato nuovi senatori.

### Senatori cooptati
Vi erano 10 senatori cooptati, cioè eletti dai loro pari: 6 erano eletti dal gruppo di lingua olandese e 4 da quello di lingua francese. Questi seggi erano distribuiti tra i partiti, utilizzando direttamente i risultati elettorali. Nel 1921, i membri cooptati furono inclusi nella Costituzione come nuova categoria di senatori, con lo scopo di permettere ai senatori di eleggere alcuni esperti o membri di organizzazioni rappresentative, per unirsi a loro e incrementare la qualità dei dibattiti e delle leggi. Da allora, tuttavia, i partiti avevano utilizzato questi seggi per assegnarli a membri dei partiti che non erano stati eletti.

### Senatori di diritto
Essi erano i figli del Re del Belgio (se maggiorenni), o se il Re non avesse avuto figli, i discendenti del ramo principale della casa reale, che dovevano prestare giuramento. Dopo aver raggiunto l'età di 21 anni, i senatori di diritto avevano teoricamente diritto a votare; in pratica, tuttavia, essi non hanno mai votato. Essi non erano conteggiati ai fini del raggiungimento del quorum, quindi, affinché una legge fosse approvata, dovevano essere presenti 36 sui 71 senatori.
Alla riforma del 2014 vi erano 3 senatori di diritto: il Principe Filippo, la Principessa Astrid e il Principe Laurent.

## Limiti alla candidatura
L'Articolo 69 della Costituzione pone quattro limiti alla candidatura: ogni senatore deve avere almeno 21 anni, deve avere nazionalità belga, deve godere di pieni diritti civili e politici, e deve risiedere in Belgio. Un senatore può entrare in carica solo dopo aver prestato giuramento, in una delle tre lingue ufficiali del Belgio: olandese, francese e tedesco. Essi possono anche scegliere di prestare giuramento in più di una lingua; la formula è la seguente: "Giuro di osservare la Costituzione" (in olandese: Ik zweer de Grondwet na te leven, in francese: Je jure d'observer la Constitution, in tedesco: Ich schwöre, die Verfassung zu befolgen)
Alcune cariche sono incompatibili con quella di senatore. I membri di un parlamento regionale o di comunità che prestano giuramento come senatori, ad eccezione dei Senatori di Comunità, perdono automaticamente il seggio al parlamento regionale o di comunità, secondo la legge elettorale belga. La stessa regola si applica al contrario, cioè quando un senatore presta giuramento in un parlamento regionale o di comunità: egli cessa immediatamente di essere senatore. Un membro del Senato non può essere allo stesso tempo membro della Camera dei rappresentanti, e i deputati devono dimettersi dalla loro carica se vogliono accedere al Senato.
Un'altra importante incompatibilità è basata sulla separazione dei poteri; un rappresentante nominato come ministro, cessa di occupare un seggio alla Camera dei rappresentanti ed è sostituito finché detiene la carica di ministro; se egli rinuncia però alla carica di ministro, può continuare a operare come deputato secondo l'Articolo 50 della Costituzione. Un rappresentante non può essere un funzionario statale o un giudice; tuttavia, un funzionario eletto alla Camera può esercitare il potere politico e non deve dimettersi da funzionario. Non è possibile neanche essere membro del Parlamento belga e contemporaneamente del Parlamento europeo.
La Camera dei rappresentanti non controlla sistematicamente nessuna di queste incompatibilità; sono i neoleletti che vengono informati sulle principali incompatibilità all'inizio del mandato, e sta a loro verificare se si trovano in una posizione che non permette la detenzione di più cariche. Sta poi eventualmente a loro decidere quale delle cariche abbandonare.

## Gruppi linguistici
Con l'eccezione del senatore nominato dal Parlamento della Comunità germanofona del Belgio, tutti i senatori sono divisi in due gruppi linguistici: quello di lingua olandese e quello di lingua francese. Il primo consiste dei membri direttamente eletti dal collegio elettorale olandese, dei membri nominati dal Parlamento fiammingo e dai membri cooptati dai gruppi sovramenzionati. Il gruppo francese consiste dai membri eletti dal collegio elettorale francese, da quelli nominati dal Parlamento della Comunità francofona del Belgio e dai membri da essi cooptati. Vi sono 41 senatori nel gruppo olandese e 29 in quello francese; come il senatore di lingua tedesca, i Senatori di Diritto non fanno parte di nessuno dei due gruppi.
L'Articolo 67 della Costituzione stabilisce anche che almeno uno dei senatori del gruppo olandese deve essere residente nella Regione di Bruxelles-Capitale al momento della data di elezione, come anche almeno sei senatori del gruppo francese.

## Presidente
Il senatore che presiede alle sedute del Senato, conosciuto come Presidente del Senato, viene eletto dall'assemblea all'inizio di ogni sessione parlamentare. Il Presidente viene assistito da tre Vice Presidenti, che sono anch'essi eletti all'inizio delle sessioni parlamentari. Il Presidente del senato è solitamente un membro del partito di maggioranza, che abbia un certo grado di esperienza politica; il primo Vice Presidente è invece un membro dell'altro gruppo linguistico.
Il Presidente del Senato presiede sull'assemblea plenaria del Senato, dirige e controlla i dibattiti dell'assemblea, ed è responsabile per il corretto funzionamento democratico del Senato, per il mantenimento dell'ordine e la sicurezza dell'assemblea e per il perseguimento delle regole. A questo fine, detiene poteri estesi. Il Presidente rappresenta anche il Senato sia a livello nazionale (verso le altre istituzioni) che internazionale; inoltre, egli presiede il Bureau, che determina l'ordine degli impegni, supervisiona i servizi amministrativi del Senato e conduce le attività dell'assemblea.
Il Presidente del Senato, insieme al Presidente della Camera dei rappresentanti, si posizionano immediatamente dopo al Re del Belgio nell'ordine delle cariche. Il più anziano dei due, è il secondo nell'ordine delle cariche. I Presidenti di Camera e Senato sono superiori in rango rispetto al Primo ministro.
Il Bureau del Senato è composto dal Presidente, i tre Vice Presidenti, i leader dei gruppi parlamentari che sono rappresentati nei comitati permanenti, e i Questori. Attualmente, l'unico gruppo il cui leader non è membro del Bureau è Ecolo, che conta solo due membri. Il Bureau guida le attività quotidiane del Senato e si riunisce almeno una volta alla settimana per gestire i lavori del Senato. Il Bureau determina l'agenda legislativa e l'ordine dei lavori delle assemblee plenarie e dei comitati, decide riguardo alla lista di coloro che intervengono nella discussione e gestisce gli affari interni del Senato. Solitamente, alle discussioni riguardanti l'agenda legislativa è invitato anche un membro del Governo Federale. Il Bureau assiste anche il Presidente nella gestione degli affari parlamentari; inoltre, esso nomina e rimuove le persone che compongono lo staff del Senato, su consiglio del Collegio dei Questori.
Il Senato ha un Collegio dei Questori, che consiste di tre senatori che sono incaricati della gestione del Senato. Questi senatori, conosciuti come Questori, sono responsabili per la gestione finanziaria del Senato, e devono assicurarsi che sia sempre disponibile il materiale e i servizi necessari; essi consigliano il Bureau riguardo a problemi organizzativi e di amministrazione, come le risorse umane e la logistica. I Questori sono membri del Bureau; i Questori del Senato e quelli della Camera dei rappresentanti si riuniscono regolarmente per porre in evidenza le problematiche comuni riguardanti biblioteca, edifici, sicurezza, catering, ecc.
In Senato lavorano anche diversi impiegati, il capo dell'amministrazione è il Segretario Generale del Senato, nominato dall'assemblea e dai capi dei servizi legislativi e amministrativi del Senato

## Compiti
A partire dalle elezioni parlamentari del 1995, c'è stato un forte crollo del poteri del Senato, rispetto alla Camera dei rappresentanti; oggi il Senato ha molte meno competenze della camera. Prima del 1995, la Camera e il Senato svolgevano gli stessi compiti, ed erano sullo stesso piano.
In alcuni campi, la Camera e il Senato hanno gli stessi poteri, il che significa che entrambe le camere devono approvare esattamente la stessa versione di una legge. Tra queste eventualità, vi sono quelle di revisioni della Costituzione, leggi che richiedono la maggioranza qualificata (le cosiddette "leggi di comunità"), leggi sull'architettura dello Stato, leggi che approvano accordi di cooperazione tra lo stato federale, le comunità e le regioni, leggi sull'approvazione dei trattati internazionali e leggi sull'organizzazione del sistema giudiziario, il Consiglio di Stato e la Corte Costituzionale. Le leggi concernenti i trattati internazionali sono tuttavia passate al Senato solo dopo un primo esame da parte della Camera.
Per quasi tutto il resto della legislazione, la Camera ha la precedenza sul Senato, che può tuttavia intervenire come camera di considerazione e riflessione in quanto ha l'opportunità di esaminare i testi della Camera (in specifici limiti di tempo) e, se vi sono ragioni per farlo, di modificarli. La Camera può di conseguenza adottare o rifiutare gli emendamenti proposti dal Senato oppure fare nuove proposte. Quando si presenta il caso, la Camera ha l'ultima parola riguardo a tutta la "legislazione ordinaria". Il Senato può anche proporre alla Camera una legge che esso stesso abbia approvato e la camera bassa può approvarla, rifiutarla o modificarla: anche in questo caso è la Camera ad avere l'ultima parola.
Secondo l'Articolo 143 della Costituzione, lo Stato federale, le Comunità e le Regioni, devono osservare la lealtà federale; tuttavia, questo non impedisce conflitti di interesse. A causa della sua composizione, il Senato è l'assemblea all'interno della quale i conflitti di interessi tra lo Stato federale, le Comunità e le Regioni possono essere risolti. Il Senato può decidere su tali conflitti dando consigli, ma tali decisioni non sono vincolanti. Inoltre, il Senato è anche incaricato di esaminare come le modalità di divisione delle competenze tra i vari componenti dello stato federale possano essere rese più omogenee.

## Comitati
Il Senato utilizza i comitati per diversi scopi. Esso conta diversi comitati permanenti, ognuno dei quali ha la responsabilità per una particolare area di governo (ad esempio la giustizia, o gli affari sociali). Questi comitati esaminano le leggi e le proposte legislative, e possono tenere udienze allo scopo di avere chiarimenti. Ogni comitato permanente è composto da 17 senatori, e i membri sono nominati utilizzando la rappresentanza proporzionale. I presidenti dei comitati permanenti sono divisi tra i vari partiti, secondo lo stesso principio di rappresentanza proposzionale; di conseguenza, alcuni comitati sono presieduti da membri dell'opposizione. Attualmente, al Senato vi sono sette comitati permanenti, uno dei quali è incaricato del controllo sul Comitato Permanente di Controllo sui Servizi Segreti. Il Senato può anche creare comitati speciali, comitati di consiglio o gruppi di lavoro per esaminare una particolare legge o un particolare argomento (come ad esempio il gruppo di lavoro sulla bioetica). Le riunioni dei comitati sono generalmente aperte al pubblico.
Il Parlamento federale include anche comitati uniti, che comprendono membri sia del Senato che della Camera dei rappresentanti, come il Comitato di Consultazione Parlamentare, che ha il compito di risolvere problemi legati alle procedure parlamentari. Tra gli altri compiti vi è quello di stabilire i limiti di tempo per rivedere alcune leggi. Esistono altri comitati uniti, come il Comitato federale consultivo sugli Affari europei, in cui oltre senatori e rappresentanti, siedono anche eurodeputati.
Il Senato, come la Camera, ha il diritto di condurre inchieste parlamentari secondo l'articolo 56 della Costituzione, che prevede che "Ogni Camera ha il diritto di effettuare inchieste". I comitati di inchiesta si riunirono raramente fino a 20 anni fa, ma sono stati usati sempre di più negli anni recenti. In pratica, il Senato utilizza il diritto di inchiesta per creare comitati parlamentari composti da alcuni senatori. Questo comitato può chiamare e udire testimoni, condurre ricerche e prendere visione di documenti. Le sedute del comitato alle quali partecipano testimoni o esperti sono pubbliche, a meno di decisioni contrarie. Normalmente il comitato è obbligato a relazionare all'assemblea plenaria, e può ad esempio suggerire di modificare la legislazione esistente. L'assemblea plenaria vota poi su mozioni presentate nella relazione del comitato.

### Comitati esistenti
- Giustizia
- Affari esteri e Difesa
- Affari istituzionali
- Finanza e affari economici
- Interno e amministrazione
- Affari sociali